# Ypophaemyiops myersi
Ypophaemyiops myersi là một loài ruồi trong họ Tachinidae.